# 2127 Tanya
A 2127 Tanya (ideiglenes jelöléssel 1971 KB1) egy kisbolygó a Naprendszerben. Ljudmila Csernih fedezte fel 1971. május 29-én. Tánya Szavicseváról nevezték el, aki Leningrád ostroma alatt írt naplójáról ismert.